# Slovenië op het Eurovisiesongfestival 2019

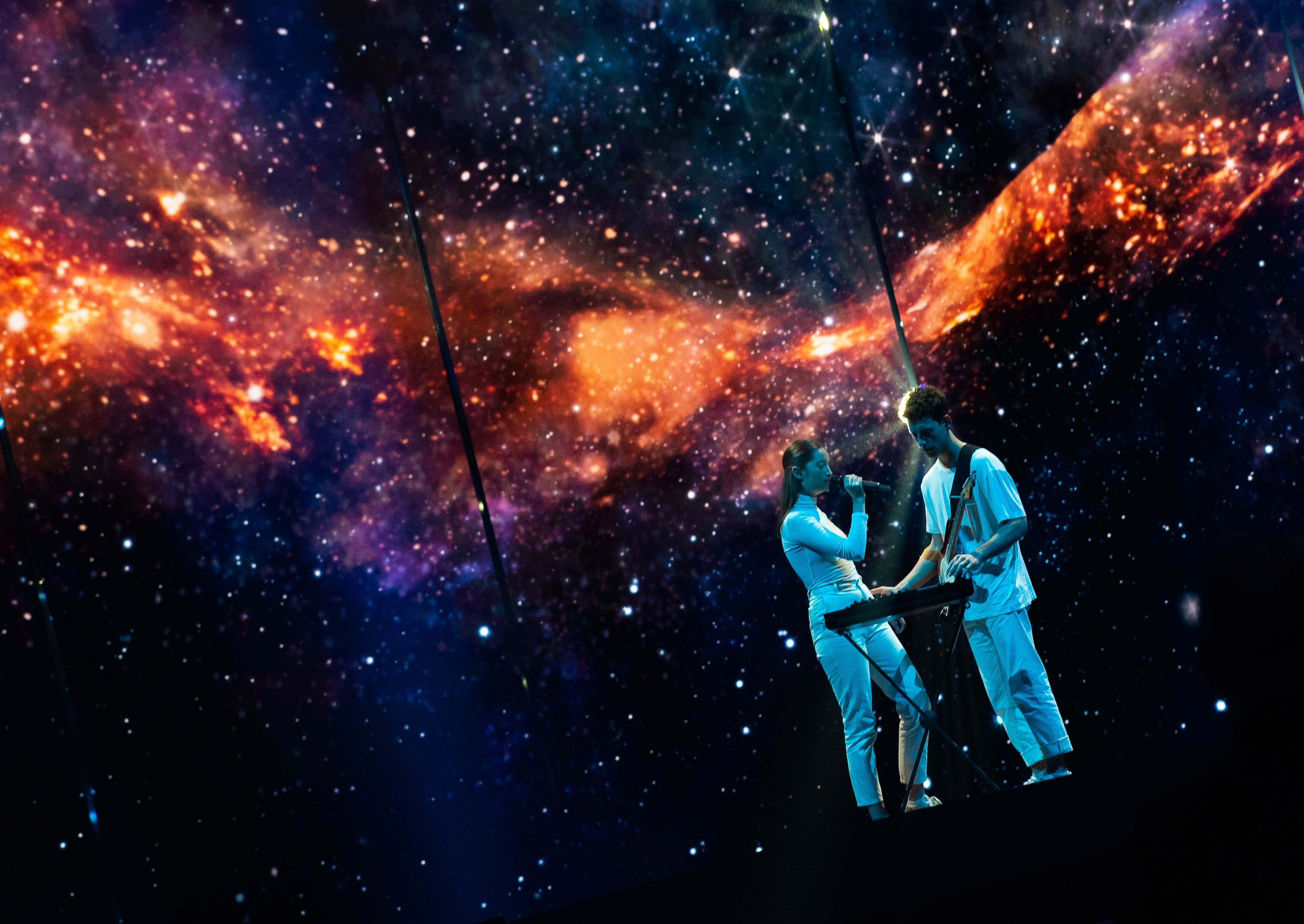
Zala Kralj & Gašper Šantl in Tel Aviv

Slovenië nam deel aan het Eurovisiesongfestival 2019 in Tel Aviv, Israël. Het was de 25ste deelname van het land aan het Eurovisiesongfestival. Radiotelevizija Slovenija was verantwoordelijk voor de Sloveense bijdrage voor de editie van 2019.

## Selectieprocedure
Reeds op 6 september 2018 maakte de Sloveense openbare omroep bekend te zullen deelnemen aan de 64ste editie van het Eurovisiesongfestival. De inzending werd gekozen in de preselectieshow EMA 2019. De inschrijvingsperiode liep van 9 november 2018 tot 14 december 2018. Er werden in totaal 103 inzendingen ontvangen. Vervolgens ging een selectiecomité met onder andere Lea Sirk, die aantrad voor het land in 2018 aan de slag om tien acts te selecteren voor deelname aan EMA 2019. Hun namen werden op 27 december 2018 vrijgegeven.
Net als de voorgaande jaren koos EMA ervoor slechts één show te organiseren. De nationale finale werd uitgezonden vanuit hoofdstad Ljubljana op 16 februari 2019. De jury bestond uit Lea Sirk, Darja Švajger en Vladimir Graić. Zala Kralj & Gašper Šantl en Raiven gingen door naar een superfinale. De thuisstemmers bepaalden dat Zala Kralj & Gašper Šantl de winnaar werden van EMA 2019 en dus mochten afreizen naar Tel Aviv, Israël.

## EMA 2019
16 februari 2019
| Volgorde | Artiest                   | Lied                |
| -------- | ------------------------- | ------------------- |
| 1        | Kim                       | Rhythm Back to You  |
| 2        | Renata Mohorić            | Three Bridges       |
| 3        | René                      | Ne poveš            |
| 4        | Fed Horses                | Ti ne poznaš konjev |
| 5        | Ula Ložar                 | Fridays             |
| 6        | Lumberjack                | Lepote dna          |
| 7        | Okustični                 | Metulji plešejo     |
| 8        | Inmate                    | Atma                |
| 9        | Zala Kralj & Gašper Šantl | Sebi                |
| 10       | Raiven                    | Kaos                |

Gouden finale
| Plaats | Artiest                   | Lied | Stemmen |
| ------ | ------------------------- | ---- | ------- |
| 1      | Zala Kralj & Gašper Šantl | Sebi | 4.666   |
| 2      | Raiven                    | Kaos | 1.735   |

## In Tel Aviv
Slovenië trad aan in de eerste halve finale, op dinsdag 14 mei 2019. Zala Kralj & Gašper Šantl waren als vijfde van zeventien artiesten aan de beurt, net na Tulia uit Polen en gevolgd door Lake Malawi uit Tsjechië. Slovenië eindigde uiteindelijk op de zesde plek met 167 punten en stootte zo door naar de finale. Daarin waren Zala Kralj & Gašper Šantl als tiende van 26 artiesten aan de beurt, net na John Lundvik uit Zweden en gevolgd door Tamta uit Cyprus. Tijdens de puntentelling kreeg Slovenië 46 punten van de jury's en 59 punten van de thuisstemmers. Met een totaalscore van 105 punten eindigde Slovenië op de vijftiende plaats.
1993 · 1994 · 1995 · 1996 · 1997 · 1998 · 1999 · 2000 · 2001 · 2002 · 2003 · 2004 · 2005 · 2006 · 2007 · 2008 · 2009 · 2010 · 2011 · 2012 · 2013 · 2014 · 2015 · 2016 · 2017 · 2018 · 2019 · 2020 · 2021 · 2022 · 2023 · 2024 · 2025
Albanië · Armenië · Australië · Azerbeidzjan · België · Cyprus · Denemarken · Duitsland · Estland · Finland · Frankrijk · Georgië · Griekenland · Hongarije · Ierland · IJsland · Israël · Italië · Kroatië · Letland · Litouwen · Malta · Moldavië · Montenegro · Nederland · Noord-Macedonië · Noorwegen · Oostenrijk · Polen · Portugal · Roemenië · Rusland · San Marino · Servië · Slovenië · Spanje · Tsjechië · Verenigd Koninkrijk · Wit-Rusland · Zweden · Zwitserland